# Psychotria elliptilimba
Psychotria elliptilimba är en måreväxtart som beskrevs av Elmer Drew Merrill. Psychotria elliptilimba ingår i släktet Psychotria och familjen måreväxter. Inga underarter finns listade i Catalogue of Life.